# 김윤동 (필드하키 선수)
김윤동(1968년 7월 6일 ~ )은 대한민국의 전 필드하키 선수이자 현 지도자이다. 

## 학력
- 동의 대학교 학부 졸업
- 울산대학교 석사 학위

## 지도자 경력
- 김해시청 하키팀 감독
- 2012년 하계 올림픽 남자 하키 국가대표팀 감독